# Камінь (одиниця вимірювання)
Камінь — одиниця маси сипучих речовин і штучних товарів у роздрібній торгівлі ВКЛ і Речі Посполитої. 3 XIV ст. найбільш застосовувалися австрійський (11,203 кг) і прусський (для легких речовин 5,145 кг, для важких 10,290 кг) камінь. При уніфікації мір і ваг сеймом 1764 для ВКЛ прийнятий краківський, або коронний, камінь (32 варшавські фунти, близько 13,967 кг). Конституція ВКЛ 1766 прирівняла литовський камінь до 40 литовських фунтів, або 14,993 кг у ваговій системі XIX ст. Литовський камінь клеймився казенним гербом, робився, але не став загальнообов'язковою мірою. Тодішній центнер містив 5 каменів. Наприкінці XIX в. литовський камінь становив 36 російських фунтів і 17,5 лота (14,966 кг). Як міра зважування штучних важких товарів камінь співіснував поруч із мірами сипучих речовин до кінця XIX — початку XX ст.